# Prva srednja sklanjatev
Po prvi (navadni) srednji sklanjatvi se sklanjajo samostalniki srednjega spola, ki imajo v rodilniku ednine končnico -a. Osnovni sklanjatveni vzorec je samostalnik mesto.
| Ime sklona  | Ednina    | Dvojina    | Množina   |
| ----------- | --------- | ---------- | --------- |
| Imenovalnik | mest-o    | mest-i     | mest-a    |
| Rodilnik    | mest-a    | mest-0     | mest-0    |
| Dajalnik    | mest-u    | mest-oma   | mest-om   |
| Tožilnik    | mest-o    | mest-i     | mest-a    |
| Mestnik     | o mest-u  | o mest-ih  | o mest-ih |
| Orodnik     | z mest-om | z mest-oma | z mest-i  |

## Posebnosti (premene)
Podaljševanje osnove:
- -s (drev-o → dreveS-a, kol-o → koleS-a, uh-o → ušeS-a, ok-o → očeS-a)
- -t (tel-e → tele T-a, dekl-e → dekle T-a)
- -n (ime → imeN-a, vrem-e → vremeN-a, sem-e → semeN-a)

Preglas: 
Za govorjenimi c, č, ž, š, j so namesto končnic -o, -oma ali -om v rabi končnice -e, -ema ali -em; na primer: srce → s srcem, polje → s poljem, sonce → s soncem.